# فو فايترز
فوو فايترز (بالإنجليزية: Foo Fighters)‏ هي فرقة روك أمريكية حائزة على ثلاثة جوائز غرامي، أسسها الموسيقي ديف غرول عام 1995 عقب انفصاله عن فرقة نيرفانا.
حصلت الفرقة على شهرة عالمية خصوصاً بسبب شهرة أغانيهم "I'll Stick Around" و"Big Me" و"Monkey Wrench" و"Everlong" و"My Hero" و"Learn to Fly" و"Breakout" و"All My Life" و"Times Like These" و"Best of You". بالإضافة إلى ألبوماتهم الخمسة قاموا بالمساهمة بإضافة بعض أغانيهم للأفلام مثل أغنية "A320" في فيلم غودزيلا عام 1998، وأغنية "The One" في فيلم أورنج كاونتي عام 2002.

## تكوين الفرقة وأول ألبوم لهم
قضى ديفيد غرول ثلاثة أعوام ونصف في فرقة نيرفانا كعازف طبول للفرقة. غير معروف لمعظم عشاق فرقة نيرفانا، كتب غرول مجموعة من الأغاني التي لم ينشرها خوفا على أن تغير كاريسما الفرقة. كان غرول في بعض الأحيان يحجز استديو ليسجل بعض من أغانيه كتجربة، وحتى أنه أصدر كاسيت لبعض تلك الاغاني أطلق عليه اسم (بوكيت واتش) ساعة جيب واطلق على اسم الفرقة اسم (ليت) "Late!" وكان ذلك في عام 1992.
بعد ستة أشهر من وفاة كيرت كوبين عام 1994، سجل غرول في استديو (روبرت لانج) في سياتل مع صديقه المنتج (باريت جونز). غرول عزف على كل المعدات وغنى جميع الاغاني، باستثناء أغنية (اكس-استاتيك) "X-Static".لأخيرا يصدر البوم (فوو فايتر) فو فايترز.
لم يرغب غرول أن يكون ألبومه فردي، لذلك عمل جاهدا لينشأ فرقة لدعم الألبوم. مبدئيا كان رفيقه السابق في فرقة نيرفانا كريست نوفوسيلك Krist Novoselic المرشح الأبرز للفرقة، لكن الاثنين أصبحا قلقين ان تصبح فرقة فوو فايترز إعادة شمل لفرقة نيرفانا، لذلك كان على غرول البحث عن أعضاء اخرين.
أقنع غرول عازف الباس (نيت منديل) Nate Mendel بالانضمام، وعازف الطبل (ويليام جولدسميث) William Goldsmith. وأخيرا (بات سمير) Pat Smear الذي كان عضو غير رسمي لفرقة نيرفانا ضُم للفرقة كعازف جيتار ثاني، لتصبح الفرقة كاملة. الفوو فايترز بدؤوا جولتهم الأولى في ربيع 1995

## ألبوماتهم
- Foo Fighters
- The Colour and the Shape
- There Is Nothing Left to Lose
- One by One
- In Your Honor
- Echoes, Silence, Patience & Grace
- Greatest Hits

## أعضاء الفرقة
الأعضاء الحاليين للفرقة
- ديف غرول (David "Dave" Grohl)- مغني، عازف جيتار، عازف طبول وعازف بيانو.
- تايلور هاوكينز (Taylor Hawkins)- طبال، مغني، عازف بيانو وعازف جيتار. (من عام 1997-الآن)
- نيت منديل (Nate Mendel)- عازف باس جيتار. (من عام 1995-الآن)
- كريس شيفت (Chris Shiflett)- عازف جيتار ومغني. (من عام 1999-الآن)

الأعضاء السابقين
- ويليام جولدسميث (William Goldsmith)- طبال. (من عام 1995-1997)
- بات سمير (Pat Smear)- عازف جيتار ومغني. (من عام 1995-1997)
- فرانز ستال (Franz Stahl)- عازف جيتار ومغني. (من عام 1997-1999)

## وصلات خارجية
- فو فايترز على موقع IMDb (الإنجليزية)
- فو فايترز على موقع ميوزك برينز (الإنجليزية)
- فو فايترز على موقع رولينغ ستون (الإنجليزية)
- فو فايترز على موقع أول ميوزيك (الإنجليزية)
- فو فايترز على موقع ديسكوغز (الإنجليزية)
- الموقع الرسمي للفرقة
- فوو فايترز على ماي سبيس